# Snowboard under vinter-OL 2010 – Kvindernes snowboard-cross
Kvindernes snowboard-cross under Vinter-OL 2010 blev afholdt 16. februar 2010 ved Cypress Mountain i Vancouver, Canada.

## Resultat
| Plac. | Nr. | Bib | Navn                    | Land           | Noter |
| ----- | --- | --- | ----------------------- | -------------- | ----- |
| 1     | 3   | 20  | Maëlle Ricker           | Canada         |       |
| 2     | 7   | 28  | Déborah Anthonioz       | Frankrig       |       |
| 3     | 4   | 30  | Olivia Nobs             | Schweiz        |       |
| 4     | 5   | 25  | Helene Olafsen          | Norge          |       |
| 5     | 2   | 22  | Lindsey Jacobellis      | USA            |       |
| 6     | 6   | 31  | Nelly Moenne Loccoz     | Frankrig       |       |
| 7     | 1   | 27  | Mellie Francon          | Schweiz        |       |
| 8     | 8   | 19  | Zoe Gillings            | Storbritannien |       |
| 9     | 9   | 32  | Simona Meiler           | Schweiz        |       |
| 10    | 10  | 36  | Doresia Krings          | Østrig         |       |
| 11    | 11  | 17  | Sandra Frei             | Schweiz        |       |
| 12    | 12  | 23  | Faye Gulini             | USA            |       |
| 13    | 13  | 37  | Claire Chapotot         | Frankrig       |       |
| 14    | 14  | 33  | Natsuko Doi             | Japan          |       |
| 15    | 15  | 39  | Julie Wendel Lundholdt  | Danmark        |       |
| 16    | 16  | 35  | Maria Ramberger         | Østrig         |       |
| 17    | 17  | 26  | Raffaella Brutto        | Italien        |       |
| 18    | 18  | 34  | Stephanie Hickey        | Australien     |       |
| 19    | 19  | 29  | Isabel Clark Ribeiro    | Brasilien      |       |
| 20    | 20  | 21  | Dominique Maltais       | Canada         |       |
| 21    | 21  | 40  | Callan Chythlook-Sifsof | USA            |       |
|       |     | 18  | Alexandra Jekova        | Bulgarien      |       |
|       |     | 24  | Yuka Fujimori           | Japan          | DNS   |
|       |     | 38  | Manuela Riegler         | Østrig         | DNS   |

## Ekstern Henvisning
- Vinter-OL 2010: Kvindernes Snowboard-cross – det fulde resultat[http://web.archive.org/web/20100415200028/http://www.vancouver2010.com/Arkiveret+15.+april+2010+hos++Wayback+Machineolympic-snowboard/schedule-and-results/ladies-snowboard-cross-finals_sbw490100aj.html Vinter-OL 2010: Kvindernes Snowboard-cross – det fulde resultat], fr http://www.vancouver2010.com/ Arkiveret 25. oktober 2009 hos  Wayback Machine; hentet 17-02-2010.